# Mošanci
Mošanci is een plaats in de gemeente Žakanje in de Kroatische provincie Karlovac. De plaats telt 48 inwoners (2001).